# Cena Václava Havla za kreativní disent
Cena Václava Havla za kreativní disent je od roku 2012 udělována nadací Human Rights Foundation. Má být oslavou těch, kteří s odvahou a vynalézavostí usilují o život v pravdě, a demaskují tak lživost diktátorských režimů.
Pojmenována byla na počest někdejšího disidenta a později českého prezidenta Václava Havla, který byl předsedou Human Rights Foundation od roku 2009 až do své smrti v prosinci 2011. Laureáti ceny dostávají sošku Bohyně demokracie, která je připomínkou desetimetrové sochy téhož jména, již vyrobili studenti usilující o demokratizaci čínské společnosti v roce 1989. Tehdejší lidové povstání bylo krvavě potlačeno, a je tak známo jako masakr na náměstí Nebeského klidu.
Oceněné osobnosti si každoročně rozdělí také 350 000 norských korun (v roce 2019 v přepočtu zhruba 900 000 Kč). Částka pochází od nadací Brin Wojcicki Foundation a Thiel Foundation. První z nich založil spoluzakladatel firmy Google Sergey Brin a jeho žena Anne Wojcicki. Druhou financuje podnikatel Peter Thiel, spoluzakladatel firmy PayPal.

## Laureáti

### 2012
- Aj Wej-wej – čínský disident
- Aun Schan Su Ťij – barmská aktivistka
- Manal aš-Šaríf – saúdskoarabská aktivistka za ženská práva

### 2013
- Ali Ferzat – syrský kreslíř
- Pak Sang-hak – severokorejský aktivista
- Dámy v bílém – skupina kubánských aktivistek, původně zejm. manželek někdejších politických vězňů

### 2014
- Erdem Gündüz – turecký aktivista[3]
- Pussy Riot – ruská hudební skupina[3]
- Döndub Wangčhen – tibetský režisér, politický vězeň[3]

### 2015
- Girifna – súdánské nenásilné opoziční hnutí[4]
- Sakdiyah Ma'rufová – indonéská komička zasazující se za lidská práva a vystupující proti islámskému fundamentalismu[4]
- El Sexto – kubánský umělec a disident[4]

### 2016
- Atena Farghadani – někdejší íránská vězeňkyně svědomí
- Umida Akhmedova – uzbecká fotoreportérka a dokumentaristka
- (Pjotr Pavlenskij – ruský umělec a politický aktivista; cena byla později stažena poté, co ji chtěl věnovat opoziční skupině uznávající násilí jako způsob protestu proti vládě)

### 2017
- Silvanos Mudzvova – zimbabwský aktivista a dramatik[2]
- El Chigüire Bipolar – venezuelský satirický server[2]
- Ayat Al-Qurmezi – bahrajnská básnířka, osobnost tamních protestů během tzv. Arabského jara[2]

### 2018
- Mai Khôi – vietnamská popová zpěvačka a kritička vietnamského režimu[5]
- Emmanuel Jal – jihosúdánský rapper a aktivista, bývalý dětský voják[5]
- Běloruské svobodné divadlo – undergroundový divadelní soubor[5]

### 2019
- Rap Against Dictatorship – skupina thajských protivládních rapperů[6]
- Rayma Suprani – venezuelská karikaturistka[6]
- Ramy Essam – egyptský hudebník žijící v exilu[6]

### 2020
- Badiucao – čínský karikaturista a umělec žijící v exilu[7]
- Omar Abdulazíz – saúdskoarabský satirik a video blogger žijící v exilu[7]
- Kizito Mihigo in memoriam – rwandský gospelový zpěvák a mírový aktivista[7]